# Atropha tricolor
Atropha tricolor là một loài tò vò trong họ Ichneumonidae.